# Jüdischer Friedhof (Mikołajki)
Koordinaten: 53° 47′ 47,7″ N, 21° 35′ 0,3″ O

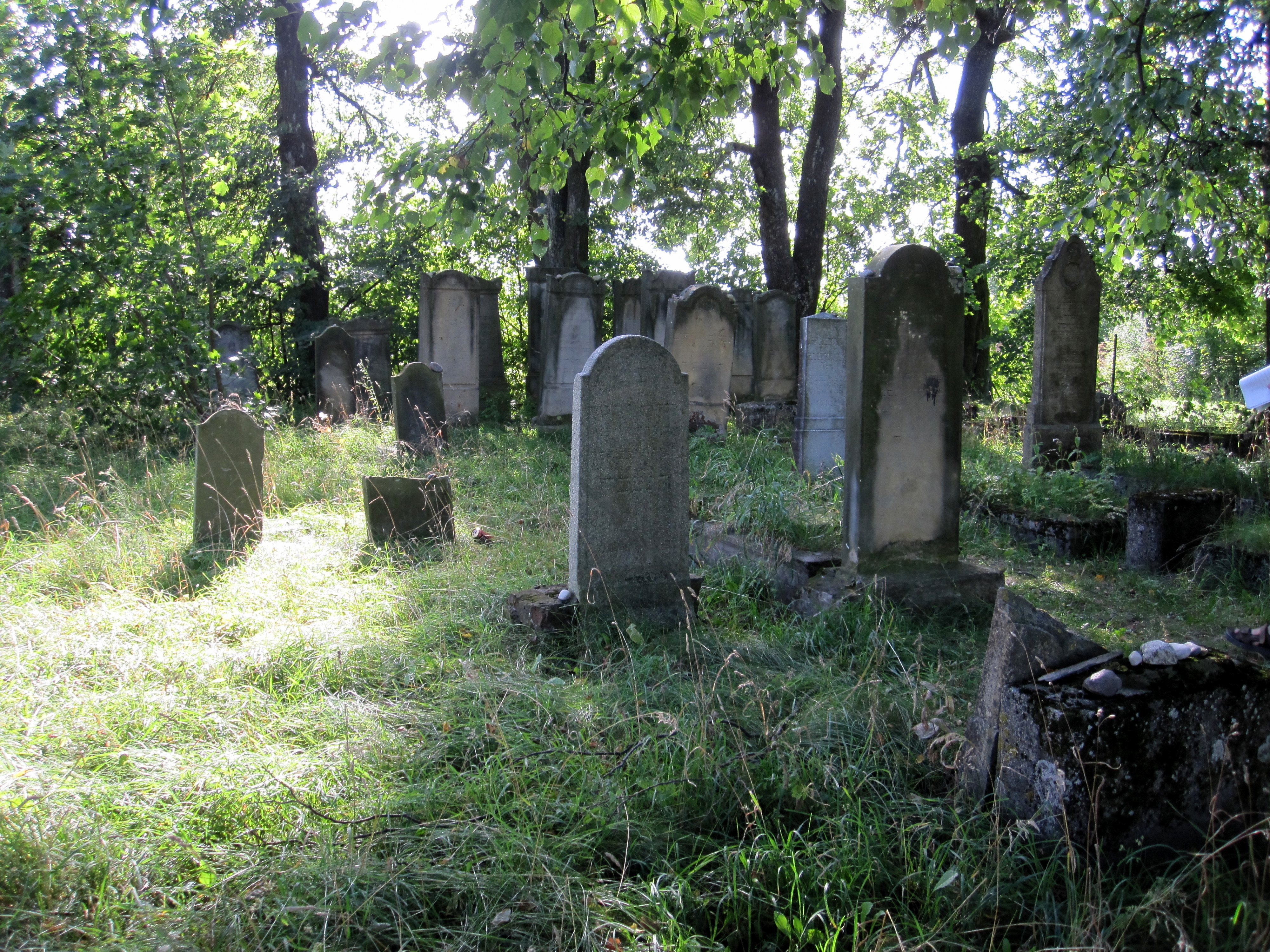
Jüdischer Friedhof in Mikołajki

Der Jüdische Friedhof Mikołajki ist ein jüdischer Friedhof in der polnischen Kleinstadt Mikołajki (deutsch Nikolaiken) im Powiat Mrągowski.
Der Friedhof in der Ul. Dybowska wurde 1881 angelegt. Er ist einer von wenigen jüdischen Friedhöfen in Masuren, die nicht zerstört wurden. Ein paar Dutzend Grabsteine sind erhalten. Sie tragen Inschriften in hebräischer und in deutscher Sprache.